# Zemmouri
Zemmouri är en kaninras från Marocko. Korsningar av europeiska kaniner fördes in till Marocko under 1900-talet av spanska och franska missionärer. Dessa kaniner parades med infödda marockanska kaniner i Azrou och Temara. Resultatet blev medelstora kaniner med holländarteckning. Rasen är anpassad till hettan i Marocko men mindre motståndskraftig mot virusinfektioner. Vanliga sjukdomar som drabbar zemmourin är katarr, coccidiosis, matsmältningsproblem, problem med tassarna och parasiter på ben och öron. Zemmourin föds vanligen upp för köttproduktion. 